# Casiano de Benevento
Casiano de Benevento (f.340) fue un obispo romano. Es considerado santo por la Iglesia Católica y su memoria litúrgica se celebra el 11 de agosto.

## Hagiografía
La tradición indica que Casiano fue obispo de Benevento, en la campiña romana, y que a pesar de que su episcopado fue extenso, no existe mucha información sobre él.

### Culto
Casiano es honrado en la Catedral de la Asunción de Nuestra Señora al Cielo, en Benevento, donde actualmente reposan sus restos.